# Víctor J. Hernández
Víctor José Hernández Navarro, conocido como Víctor J. Hernández, es un naturalista, escritor, divulgador científico y ambiental, editor y consultor ambiental nacido en La Vall d'Uixó (Castellón, España). De padre albañil y madre aparadora de calzado en casa, creció en el seno de una familia numerosa con sus tres hermanas. Su campo en la consultoría ambiental es el seguimiento y gestión de la fauna salvaje, el paisajismo y restauración ecológica, los estudios de Impacto Ambiental y la sostenibilidad. Coordinó durante casi diez años los censos y programas de seguimiento de poblaciones de aves de la Sociedad Española de Ornitología (SEO/BirdLife) en la Comunidad Valenciana y elaboró metodologías y coordinó censos de aves, mamíferos, anfibios y reptiles desde varias organizaciones, consultorías y para la administración ambiental, realizando también el seguimiento oficial de la avifauna del Marjal de Almenara (Castellón-Valencia) durante más de 20 años. Elaboró los informes que sirvieron de base para la protección de diversos espacios naturales, como el Marjal de Almenara, la Sierra de Irta, la Albufera de Oropesa, la Dehesa de Soneja y varias reservas dunares y humedales litorales, coordinó la revisión del Inventario de Zonas Importantes para Mamíferos (ZIM) en España para Castellón, participó activamente en el desarrollo y documentación de la Red Natura 2000 en la Comunidad Valenciana y desarrolló el primer programa de creación de reservas biológicas y custodia del territorio de la Comunidad Valenciana. Es autor de más de 140 libros y guías de campo publicados, incluyendo la coautoría de tres enciclopedias de naturaleza, y editor de más de 315 obras. Fundador en 2006, y director desde entonces, de la editorial Tundra Ediciones, especializada en Historia Natural y observación, estudio, gestión y conservación de la Naturaleza y fundador en 2018 del Premio Tundra de Literatura de Naturaleza, primer certamen de este género en el mundo de habla hispana. Ha colaborado activamente en los medios de comunicación, y como columnista del diario Público. Entre las distinciones recibidas por sus iniciativas de investigación y conservación de la naturaleza se encuentran el Accésit del Premio Joven & Brillante de Ecología, el Premio Fundación Caja Segorbe, Mención Especial del Jurado del Premio Ones Mediterrània y finalista del Premio Europeo Ford de Conservación de la Naturaleza. Su labor de divulgación ha sido distinguida con el Premio Red-LIFE a las Mejores ideas para salvar la Naturaleza y el Reconocimiento a la Difusión y Sensibilización de la XIX Edición de los Premios Ones Mediterrània. También ha sido miembro, y en algunos casos fundador y en muchos coordinador de proyectos, de 24 entidades científicas y de conservación de la Naturaleza de ámbito regional, estatal e internacional.

## Distinciones
- 2018. Finalista del Premio Prismas al mejor libro de divulgación científica editado en España, por la edición de "Un leopardo en el jardín. La ciudad: un nuevo ecosistema", de Álvaro Luna Fernández (Tundra Ediciones, 2017).
- 2017. Finalista del Premio Prismas al mejor libro de divulgación científica editado en España, por la edición de "El monte mediterráneo", de Julián Simón López-Villalta (Tundra Ediciones, 2016).
- 2014. Finalista del Premio Prismas al mejor libro de divulgación científica editado en España, por la edición de "¿Para qué sirven las aves?", de Antonio Sandoval Rey (Tundra Ediciones, 2013).
- 2013. Reconocimiento a la Difusión y Sensibilización de la XIX Edición de los Premios Ones Mediterrània.[5] En ediciones anteriores también fueron premiados con esta distinción Joaquín Araújo, Félix Rodríguez de la Fuente, Ramón Folch, José Luis Gallego, Aurelio Pérez, Carlos de Prada, EFE Verde o la Fundación Nuevo Periodismo Iberoamericano, de Gabriel García Márquez, entre otros.
- 2013. Premio Dardos, en reconocimiento a valores personales, culturales, éticos y literarios que son transmitidos a través de una forma creativa y original mediante la escritura.
- 2012. Premio Red-LIFE a las Mejores ideas para salvar la Naturaleza.[4]
- 2005. Primer Premio en Modalidad Amateur de la IV edición del Premio Internacional de Cine Científico de la Universidad de Navarra a la producción “Las aves del humedal”, de Eduardo Barrachina, en la cual participó realizando el asesoramiento científico y preparando localizaciones y filmaciones.
- 2000. Mención Especial del Jurado del Premio Ones Mediterrània a la labor de conservación de la naturaleza desarrollada desde el Gecen (Grupo para el Estudio y Conservación de los Espacios Naturales).
- 1999. Accésit del Premio Joven & Brillante de Ecología por el proyecto “Programa Red de Reservas Biológicas del Gecen en la Comunidad Valenciana”.
- 1997. Finalista en la 14.ª edición del Premio Europeo de Conservación, organizado por Ford, con la colaboración del Consejo de Europa y Patrimonio Mundial, con el proyecto titulado “Programa de conservación de los hábitats litorales de la provincia de Castellón”.
- 1996. Premio Fundación Caja Segorbe a la promoción de la concienciación ciudadana y la conservación del patrimonio natural en las comarcas del Alto Palancia y el Alto Mijares (Castellón) a la labor desarrollada desde el Gecen.
- 1984. Finalista del Premio Capla de dibujo, organizado por la Caja de Ahorros y Monte de Piedad de Castellón.

## Obras publicadas
- La fauna ibérica en su medio para colorear (Tundra Ediciones, 2024) ilustrado por Elena Rascón.
- Aves de Cataluña (Tundra Ediciones, 2024) ilustrada por Lluís Sogorb.
- Ocells de Catalunya (Tundra Ediciones, 2024) ilustrada por Lluís Sogorb.
- Aves de Cantabria (Tundra Ediciones, 2024) ilustrada por Lluís Sogorb.
- Aves de Asturias (Tundra Ediciones, 2024) ilustrada por Lluís Sogorb.
- Aves de Navarra (Tundra Ediciones, 2024) ilustrada por Lluís Sogorb.
- Aves de Aragón (Tundra Ediciones, 2024) ilustrada por Lluís Sogorb.
- Aves de Euskadi (Tundra Ediciones, 2024) ilustrada por Lluís Sogorb.
- Fauna urbana. Introducción a las especies ibéricas y baleares y a sus servicios ecosistémicos (Tundra Ediciones, 2024) con Àlex Mascarell.
- Fauna urbana. Introducció a les espècies ibèriques i balears i els seus serveis ecosistèmics (Tundra Ediciones, 2024) con Àlex Mascarell.
- Golondrinas y vencejos. Introducción a las especies ibéricas, baleares y canarias (Tundra Ediciones, 2024) ilustrada por Àlex Mascarell.
- Cuaderno de campo del Estrecho de Gibraltar (Tundra Ediciones, 2024) ilustrado por Nicolás Ruiz.
- Mi primera Guía de Peces de agua dulce de España (Tundra Ediciones, 2024) ilustrada por Nicolás Ruiz.
- Orquídeas. Introducción a las especies ibéricas, baleares y canarias (Tundra Ediciones, 2024) ilustrada por Alfredo Martínez.
- Tiburones y rayas. Introducción a las especies ibéricas, baleares y canarias (Tundra Ediciones, 2024) ilustrada por Àlex Mascarell.
- Aves del camino. Las especies más fáciles de ver desde las carreteras y el tren (Tundra Ediciones, 2024) ilustrada por Àlex Mascarell.
- Aves de Galicia (Tundra Ediciones, 2024) ilustrada por Lluís Sogorb.
- Aves de las Islas Baleares (Tundra Ediciones, 2024) ilustrada por Lluís Sogorb.
- Aucells de les Illes Balears (Tundra Ediciones, 2024) ilustrada por Lluís Sogorb.
- Mi primera Guía de Mamíferos de España (Tundra Ediciones, 2024) ilustrada por Àlex Mascarell.
- Mi primera Guía de Aves de España (Tundra Ediciones, 2024) ilustrada por Àlex Mascarell.
- Aves de La Rioja (Tundra Ediciones, 2023) ilustrada por Lluís Sogorb.
- Aves de la Región de Murcia (Tundra Ediciones, 2023) ilustrada por Lluís Sogorb.
- Aves de Castilla y León (Tundra Ediciones, 2023) ilustrada por Lluís Sogorb.
- Buitres. Introducción a las especies ibéricas, baleares y canarias (Tundra Ediciones, 2023) ilustrada por Diego Ortega Alonso.
- Egagrópilas de las aves ibéricas, baleares y canarias (Tundra Ediciones, 2023)
- Mi primera Guía de Animales Prehistóricos II. Reptiles cercanos a los dinosaurios, dinosaurios y aves (Tundra Ediciones, 2023), con Roc Olivé.
- Mi primera Guía de Animales Prehistóricos I. Peces, anfibios y reptiles (Tundra Ediciones, 2023), con Roc Olivé.
- Pájaros carpinteros. Introducción a las especies ibéricas, baleares, canarias y norteafricanas (Tundra Ediciones, 2023) ilustrada por Àlex Mascarell.
- Cráneos de pequeños mamíferos. Introducción a las especies ibéricas, baleares y canarias (Tundra Ediciones, 2023) ilustrada por Isa Loureiro.
- Halcones. Introducción a las especies ibéricas, baleares y canarias (Tundra Ediciones, 2023) ilustrada por Diego Ortega Alonso.
- Mantis. Introducción a las especies ibéricas, baleares y canarias (Tundra Ediciones, 2023) ilustrada por Elena Rascón.
- Aves del Alto Tajo, Serranía de Cuenca y Montes Universales (Tundra Ediciones, 2023) ilustrada por Àlex Mascarell.
- Aves de Andalucía (Tundra Ediciones, 2023) ilustrada por Lluís Sogorb.
- Efímeras, frigáneas y moscas escorpión, serpiente y de las piedras. Introducción a las especies ibéricas, baleares y canarias (Tundra Ediciones, 2023) ilustrada por Elena Rascón.
- Mamíferos insectívoros. Introducción a las especies ibéricas, baleares y canarias (Tundra Ediciones, 2023) ilustrada por Marco Ansón.
- Roedores. Introducción a las especies ibéricas, baleares y canarias (Tundra Ediciones, 2023) ilustrada por Marco Ansón.
- Tortugas de tierra y galápagos. Introducción a las especies ibéricas, baleares y canarias (Tundra Ediciones, 2023) ilustrada por Nicolás Ruiz.
- Tritones y salamandras. Introducción a las especies ibéricas (Tundra Ediciones, 2023) ilustrada por Nicolás Ruiz.
- Ranas y sapos. Introducción a las especies ibéricas, baleares y canarias (Tundra Ediciones, 2023) ilustrada por Raúl Orencio Gómez.
- Tortugas marinas. Introducción a las especies ibéricas, baleares y canarias (Tundra Ediciones, 2023) ilustrada por Nicolás Ruiz.
- Hormigas león, ascaláfidos y crisopas. Introducción a las especies ibéricas, baleares y canarias (Tundra Ediciones, 2023) ilustrada por Elena Rascón.
- Avispas. Introducción a las especies ibéricas, baleares y canarias (Tundra Ediciones, 2023) ilustrada por Jaime de la Torre Naharro.
- Abejas y abejorros. Introducción a las especies ibéricas, baleares y canarias (Tundra Ediciones, 2023) ilustrada por Jaime de la Torre Naharro.
- Hormigas. Introducción a las especies ibéricas, baleares y canarias (Tundra Ediciones, 2023) ilustrada por Jaime de la Torre Naharro.
- Aves de Extremadura (Tundra Ediciones, 2023) ilustrada por Lluís Sogorb.
- Aves de Castilla-La Mancha (Tundra Ediciones, 2023) ilustrada por Lluís Sogorb.
- Aves de la Comunidad Valenciana (Tundra Ediciones, 2022) ilustrada por Lluís Sogorb.
- Ocells de la Comunitat Valenciana (Tundra Ediciones, 2022) ilustrada por Lluís Sogorb.
- Aves de la Comunidad de Madrid (Tundra Ediciones, 2022) ilustrada por Lluís Sogorb.
- Víboras y culebras. Introducción a las especies ibéricas, baleares y canarias (Tundra Ediciones, 2022, 2023) ilustrada por Nicolás Ruiz.
- Algas marinas. Introducción a las especies ibéricas, baleares y canarias (Tundra Ediciones, 2022) ilustrada por Calros Silvar.
- Aves de Villafáfila, la Nava, Boada, El Oso y estepas y humedales de Castilla y León (Tundra Ediciones, 2022) ilustrada por Àlex Mascarell.
- Aves de Gallocanta y estepas y humedales aragoneses (Tundra Ediciones, 2022) ilustrada por Àlex Mascarell.
- Aves de la Sierra de Guadarrama (Tundra Ediciones, 2022) ilustrada por Àlex Mascarell.
- Aves de Cabañeros y Montes de Toledo (Tundra Ediciones, 2022) ilustrada por Àlex Mascarell.
- Aves de Doñana y humedales andaluces (Tundra Ediciones, 2022) ilustrada por Àlex Mascarell.
- Aves del Delta del Ebro (Tundra Ediciones, 2022) ilustrada por Àlex Mascarell.
- Aves de Monfragüe, Villuercas y Valle del Tiétar (Tundra Ediciones, 2022) ilustrada por Àlex Mascarell.
- Esfinges. Introducción a las especies ibéricas, baleares y canarias (Tundra Ediciones, 2022) ilustrada por Mireia Espuñes.
- Plantas medicinales silvestres. Introducción a las especies ibéricas, baleares y canarias (Tundra Ediciones, 2022) ilustrada por Calros Silvar.
- Cráneos de aves pequeñas y medianas. Introducción a las especies ibéricas, baleares y canarias (Tundra Ediciones, 2022, 2024) ilustrada por Eduardo Rodríguez.
- Cigarras y cigarrillas. Introducción a las especies ibéricas, baleares y canarias (Tundra Ediciones, 2022) ilustrada por Sofía García.
- Helechos, equisetos y licopodios. Introducción a las especies ibéricas, baleares y canarias (Tundra Ediciones, 2022) ilustrada por Calros Silvar.
- Peces de agua dulce. Introducción a las especies ibéricas, baleares y canarias (Tundra Ediciones, 2022) ilustrada por Nicolás Ruiz.
- Orugas de mariposas diurnas y nocturnas. Introducción a las especies ibéricas, baleares y canarias (Tundra Ediciones, 2022) ilustrada por Marc Sais.
- Nidos de aves. Introducción a las especies ibéricas, baleares y canarias (Tundra Ediciones, 2022) ilustrada por Jordi Jover.
- Invertebrados de agua dulce. Introducción a las especies ibéricas, baleares y canarias (Tundra Ediciones, 2022) ilustrada por Guillermo García-Saúco Sánchez.
- Huevos de aves. Introducción a las especies ibéricas, baleares y canarias (Tundra Ediciones, 2021) ilustrada por Sandra Losada.
- Aves de Argentina. Tesoro natural (Ecoval Ediciones, 2021) VV.AA.
- Moscas, tábanos y mosquitos. Introducción a las especies ibéricas, baleares y canarias (Tundra Ediciones, 2021) ilustrada por Sandra Losada.
- Escarabajos. Introducción a las especies ibéricas, baleares y canarias (Tundra Ediciones, 2021) ilustrada por Saúl Martín.
- Grandes aves en vuelo. Introducción a las especies ibéricas, baleares y canarias (Tundra Ediciones, 2021) ilustrada por Nicolás Ruiz.
- Arañas. Introducción a las especies ibéricas, baleares y canarias (Tundra Ediciones, 2021) ilustrada por Jesús Romero.
- Aves de Sevilla. Introducción a su reconocimiento (Tundra Ediciones, 2021) ilustrada por Àlex Mascarell.
- Aves de Zaragoza. Introducción a su reconocimiento (Tundra Ediciones, 2021) ilustrada por Àlex Mascarell.
- Aves de Valencia. Introducción a su reconocimiento (Tundra Ediciones, 2021) ilustrada por Àlex Mascarell.
- Ocells de València. Introducció al seu reconeixement (Tundra Ediciones, 2021) ilustrada por Àlex Mascarell.
- Aves de Madrid. Introducción a su reconocimiento (Tundra Ediciones, 2021) ilustrada por Àlex Mascarell.
- Aves de Barcelona. Introducción a su reconocimiento (Tundra Ediciones, 2021) ilustrada por Àlex Mascarell.
- Ocells de Barcelona. Introducció al seu reconeixement (Tundra Ediciones, 2021) ilustrada por Àlex Mascarell.
- Frutos y plantas silvestres comestibles. Introducción a las especies ibéricas, baleares y canarias (Tundra Ediciones, 2021, dos ediciones) ilustrada por María Gallardo.
- Mariposas nocturnas. Introducción a las especies ibéricas, baleares y canarias (Tundra Ediciones, 2021) ilustrada por Mireia Espuñes.
- Excrementos de la fauna ibérica. Introducción a su reconocimiento (Tundra Ediciones, 2021) ilustrada por Roc Olivé.
- Arbustos. Introducción a las especies ibéricas, baleares y canarias (Tundra Ediciones, 2021) ilustrada por Carles Puche.
- Plumas. Introducción a las especies ibéricas, baleares y canarias (Tundra Ediciones, 2021) ilustrada por Bruna Roqué.
- Restos de fauna y flora marinas en las playas. Introducción a las especies ibéricas, baleares y canarias (Tundra Ediciones, 2021) ilustrada por Elena Rascón.
- Conchas y caracoles marinos. Introducción a las especies ibéricas, baleares y canarias (Tundra Ediciones, 2020, 2022) ilustrada por Nicolás Ruiz.
- Mi primer Cuaderno de Campo (Tundra Ediciones, 2018) ilustrado por Antonio Ojea.
- Mi primera Guía de Campo de Mariposas diurnas y nocturnas (Tundra Ediciones, 2018) ilustrada por Antonio Ojea.
- Mi primera Guía de Campo de Plantas silvestres (Tundra Ediciones, 2018) ilustrada por Antonio Ojea.
- Mi primera Guía de Campo de Peces de agua dulce (Tundra Ediciones, 2017) ilustrada por Antonio Ojea.
- Mi primera Guía de Campo de Setas y otros Hongos (Tundra Ediciones, 2017) ilustrada por Antonio Ojea.
- Mi primera Guía de Campo de Huellas y Señales (Tundra Ediciones, 2017) ilustrada por Antonio Ojea.
- Mi primera Guía de Campo de Árboles y Arbustos (Tundra Ediciones, 2017) ilustrada por Antonio Ojea.
- Mi primera Guía de Campo de Insectos y otros Invertebrados (Tundra Ediciones, 2017) ilustrada por Antonio Ojea.
- Mi primera Guía de Campo de Anfibios y Reptiles (Tundra Ediciones, 2017) ilustrada por Antonio Ojea.
- Mi primera Guía de Campo de Mamíferos (Tundra Ediciones, 2017) ilustrada por Antonio Ojea.
- Mi primera Guía de Campo de Aves (Tundra Ediciones, 2017) ilustrada por Antonio Ojea.
- Cuaderno de Campo de Sierra Morena (Tundra Ediciones, 2017) con Francisco Hernández.
- Dulce canto de un pájaro en el jardín (Tundra Ediciones, 2017, 2020 cinco ediciones)
- Encuentros con lobos (Tundra Ediciones, 2016) VV.AA.
- Zonas Importantes para los Mamíferos (ZIM) de España (Tundra Ediciones, Sociedad Española para la Conservación y Estudio de los Mamíferos, 2016) VV.AA.
- Mariposas diurnas. Introducción a las especies ibéricas, baleares y canarias (Tundra Ediciones, 2016, 2022)
- Invertebrados terrestres. Introducción a las especies ibéricas, baleares y canarias (Tundra Ediciones, 2016, 2022)
- Árboles. Introducción a las especies ibéricas y baleares (Tundra Ediciones, 2016, 2020)
- Libélulas. Introducción a las especies ibéricas, baleares y canarias (Tundra Ediciones, 2016, 2020, 2022)
- Aves de parques, pueblos y ciudades. Introducción a las especies ibéricas, baleares y canarias (Tundra Ediciones, 2015, 2017, 2021)
- Tras las huellas de la fauna ibérica (Tundra Ediciones, 2014, dos ediciones)
- Cetáceos. Introducción a las especies ibéricas, baleares y canarias (Tundra Ediciones, 2014, 2020, 2024)
- Halcones ibéricos. Introducción a todas las especies (Tundra Ediciones, 2014)
- Viaje a las rapaces (Tundra Ediciones, 2013), con Juan Varela Simó.
- Ungulados. Introducción a las especies ibéricas, baleares y canarias (Tundra Ediciones, 2012, 2020)
- Aves marinas. Introducción a las especies ibéricas, baleares y canarias (Tundra Ediciones, 2012, 2023)
- Buitres ibéricos. Introducción a todas las especies (Tundra Ediciones, 2012)
- Murciélagos. Introducción a las especies ibéricas, baleares y canarias (Tundra Ediciones, 2012, 2017, 2020)
- América y Antártida (Planeta, 2012) VV.AA.
- Asia (Planeta, 2012) VV.AA.
- Europa (Planeta, 2012) VV.AA.
- África (Planeta, 2012) VV.AA.
- Oceanía (Planeta, 2012) VV.AA.
- Aves acuáticas. Introducción a las especies ibéricas, baleares y canarias (Tundra Ediciones, 2011, 2022, 2023)
- Huellas de animales. Introducción a las especies ibéricas, baleares y canarias (Tundra Ediciones, 2011, 2014, 2016, 2017, 2018, 2019, 2020, 2021, 2022, 2024, 2025). Veintiuna ediciones.
- El halcón peregrino en España (SEO/BirdLife, 2010) VV.AA.
- El águila real en España (SEO/BirdLife, 2010) VV.AA.
- Mamíferos carnívoros. Introducción a las especies ibéricas y baleares (Tundra Ediciones, 2010, 2012, 2020, 2021, 2022, 2024)
- Història Natural dels Països Catalans. Suplement Fauna i flora (Enciclopèdia Catalana, 2010) VV.AA.
- Aves rapaces y conservación. Una perspectiva iberoamericana (Tundra Ediciones, 2010) VV.AA.
- Setas y hongos. Introducción a las especies ibéricas, baleares y canarias (Tundra Ediciones, 2009, 2020), con Francisco Serrano Ezquerra.
- Rapaces nocturnas. Introducción a las especies ibéricas, baleares y canarias (Tundra Ediciones, 2008, 2010, 2016, 2017, 2021, 2022, 2024)
- Rapaces diurnas. Introducción a las especies ibéricas, baleares y canarias (Tundra Ediciones: 2008, 2010, 2012, 2015, 2016, 2018, 2019, 2020, 2021, 2022, 2023, 2024). Diecinueve ediciones.
- El planeta azul (Planeta, 2009) VV.AA.
- La cuna de la vida (Planeta, 2009) VV.AA.
- La vida y el mar (Planeta, 2009) VV.AA.
- El hombre y el mar (Planeta, 2009) VV.AA.
- Las arterias de la Tierra (Planeta, 2009) VV.AA.
- El futuro del agua (Planeta, 2009) VV.AA.
- La comunidad de aves de un humedal litoral mediterráneo (Tundra Ediciones, 2008)
- 12 Natures mediterránies (Bancaixa i Banc de València, 2005).
- 12 Naturalezas mediterráneas (Bancaja y Banco de Valencia, 2005).

### Enciclopedias
Es coautor de las siguientes enciclopedias:
- Joyas de la Naturaleza (Planeta, 2012)
- Història Natural dels Països Catalans (Enciclopèdia Catalana, 1012)
- El Agua y la Vida (Planeta, 1009)

### Traducciones y adaptaciones[1]
- La llamada de lo salvaje de Jack London (traducido del inglés, Tundra Ediciones, 2021).
- Hijo del lobo de Jack London (traducido del inglés, Tundra Ediciones, 2021).
- El silencio blanco. La ley de la vida de Jack London (traducido del inglés, Tundra Ediciones, 2021).
- En un país lejano de Jack London (traducido del inglés, Tundra Ediciones, 2021).
- Bâtard, el perro lobo Jack London (traducido del inglés, Tundra Ediciones, 2021).
- Una odisea del norte de Jack London (traducido del inglés, Tundra Ediciones, 2021).
- Amor a la vida de Jack London (traducido del inglés, Tundra Ediciones, 2021).
- Para encender un fuego de Jack London (traducido del inglés, Tundra Ediciones, 2021).
- Los lobos también lloran de Farley Mowat (traducido del inglés, Tundra Ediciones, 2015).
- Sobre el deber de la desobediencia civil y selección de citas de Henry David Thoreau (traducido del inglés, Tundra Ediciones, 2012).
- Introducción a la Ecología Comportamental de Kleber Del Claro (traducido del portugués, Tundra Ediciones, 2010).

### Prólogos
Es autor de los prólogos de las siguientes obras:
- Manual de técnicas de investigación y gestión de aves rapaces de David M. Bird y Keith L. Bildstein (eds.) (Tundra Ediciones, 2025).
- Guía de las aves desesperantes de España de Àlex Mascarell (Tundra Ediciones, 2025).
- Tterra de Joaquín Araújo (Tundra Ediciones, 2024).
- Guia dels ocells exasperants de Catalunya de Àlex Mascarell (Tundra Ediciones, 2024).
- Aves de la comarca Requena-Utiel (Sociedad Valenciana de Ornitología y Tundra Ediciones, 2009) de Francisco J. Armero, Juan José García, Antonio López, Rafael Muñoz, Carlos Sáez y Javier Sánchez.

## Entrevistas
- Para Cazarabet sobre "Dulce canto de un pájaro en el jardín" (3-6-2017)[7]
- Para El Herrerillo (5-3-2017)[8]
- Para EFEverde: "Hay que fomentar la reconexión con la naturaleza" (27-2-2017)[9]
- Para Natura Hoy: "El lobo nos sumerge en el mito y la leyenda" (25-1-2017)[10]
- Para EFEverde sobre "Encuentros con lobos" (4-1-2017)[11]
- Para Cazarabet sobre la edición de "Los lobos también lloran" (Never Cry Wolf), de Farley Mowat (16-4-2016)[12]
- Para Entre pinos y sembrados: "Víctor J. Hernández, ornitólogo" (13-11-2015)[13]
- Para El Asombrario: "Los lobos lloran y los vencejos sueñan despiertos" (29-7-2015)[14]
- Para EFEverde sobre "Los lobos también lloran", de Farley Mowat (25-2-2015)[15]
- Para Cazarabet conversa con... (18-11-2014)[16]
- Para La Librería del Sueño igualitario (14-11-2014)[17]
- Para el Magazine literario De lectura Obligada (15-4-2013)[18]
- Para En la Floresta (7-8-2012)[19]
- Para Natura Hoy (25-10-2011)[20]